# Deniss Boroditš
Deniss Boroditš, ros. Денис Бородич, trb. Dienis Borodicz (ur. 1 listopada 1979 w Tallinnie) – estoński polityk, były wiceburmistrz Tallinna, deputowany do Riigikogu XII i XIII kadencji.

## Życiorys
Jego ojciec pochodził z Białorusi, a matka z Rosji. W 1997 ukończył szkołę średnią w Tallinnie, następnie studia prawnicze na Concordia International University in Estonia (CIUE). Pracował w zawodzie m.in. jako radca prawny.
W 2004 przystąpił do Partii Centrum. W 2005 po raz pierwszy zasiadł w radzie miejskiej Tallinna. W okresie 2007–2011 wykonywał funkcję zastępcy burmistrza stolicy Edgara Savisaara. W wyborach w 2011 uzyskał mandat posła do Riigikogu XII kadencji z listy centrystów. 9 kwietnia 2012 wraz z trzema innymi deputowanymi ogłosił decyzję o opuszczeniu Partii Centrum. W grudniu 2013 wstąpił do Partii Reform. W 2015 z ramienia tego ugrupowania z powodzeniem ubiegał się o poselską reelekcję. Późnej ponownie zasiadł również w tallińskiej radzie miejskiej. W 2018 odszedł z parlamentu, w tym samym roku został prezesem stołecznego przedsiębiorstwa transportowego Tallinna Linnatranspordi.
Deniss Boroditš jest żonaty, ma syna i córkę.